# Beidou (astronomie chinoise)
Pour les articles homonymes, voir Beidou (homonymie).
En astronomie chinoise, Beidou (litt. « Louche du Nord ») désigne l'astérisme correspondant à la Grande Casserole de la constellation occidentale de la Grande Ourse. Il comprend les étoiles suivantes, en partant de la queue de la casserole : 
- η Ursae Majoris (Alkaid)
- ζ Ursae Majoris (Mizar)
- ε Ursae Majoris (Alioth)
- δ Ursae Majoris (Megrez)
- γ Ursae Majoris (Phecda)
- β Ursae Majoris (Merak)
- α Ursae Majoris (Dubhe)

Le nom de cet astérisme a été repris pour baptiser le projet de système de positionnement par satellites chinois, Beidou.
L'astérisme Nandou, dans la constellation du Sagittaire possède une forme assez similaire  à celle de Beidou, comme en témoigne son étymologie (litt.' « Louche du sud »).

## Référence
- (en) Francis Richard Stephenson et David A. Green, Historical supernovae and their remnants, Oxford, Oxford University Press, 2002, 252 p. (ISBN 0198507666), p. 218.